# Manis
I pangolini (gen. Manis, Linnaeus, 1758), conosciuti anche come "formichieri squamosi", sono gli unici mammiferi viventi a rappresentare l'ordine dei folidoti. 

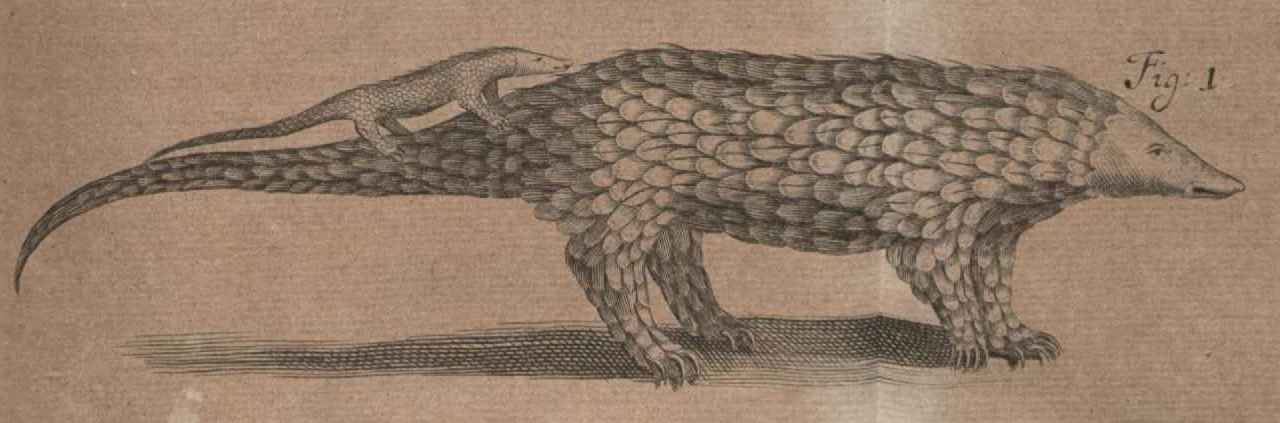
Rappresentazione di un pangolino in una tavola degli Acta Eruditorum del 1689

## Sistematica
Nelle vecchie classificazioni, i pangolini erano ritenuti forme particolari di sdentati (Edentata), gruppo che comprendeva anche gli armadilli, i formichieri e i bradipi, ma recenti evidenze genetiche lasciano supporre che i più stretti parenti viventi dei pangolini siano gli organismi dell'ordine dei carnivori, con i quali formano il clade Ferae all'interno del vasto superordine Laurasiatheria.
La proposta di classificarli nell'ordine (o superordine) dei cimolesti, che comprende molti gruppi estinti come i pantolesti e i pantodonti, anch'essi appartenenti a Ferae, non è stata accolta dalla maggioranza degli autori. Pertanto, nella classificazione qui adottata, i Folidoti sono considerati un ordine a sé stante.
Il genere comprende le seguenti specie:
- Manis culionensis - pangolino delle Filippine
- Manis gigantea - pangolino gigante
- Manis temminckii - pangolino di Temminck
- Manis tricuspis - pangolino tricuspide o pangolino arboreo
- Manis tetradactyla - pangolino dalla coda lunga
- Manis crassicaudata - pangolino indiano
- Manis pentadactyla - pangolino cinese
- Manis javanica - pangolino del Borneo

I pangolini hanno il corpo ricoperto da squame cornee costituite di cheratina, le quali, sovrapponendosi l'una all'altra, formano una sorta di "corazza a piastre". Solo il ventre, la parte interna delle zampe, il muso e le parti laterali del capo sono scoperti. La corazza è costruita in modo da permettere all'animale di appallottolarsi se spaventato. Le squame sono affilate e possono essere usate, in particolare quelle della coda, come armi di difesa. I piccoli possiedono squame morbide, che si induriscono con la crescita. Sono gli unici mammiferi che hanno il corpo ricoperto di squame.
Il pelo è presente nelle zone libere dalle squame e nelle specie asiatiche anche negli interstizi tra le squame.
Gli artigli anteriori, usati principalmente per scavare, sono estremamente lunghi e costituiscono un impedimento quando l'animale cammina. La coda è lunga e, in alcune specie, prensile e serve anche da contrappeso per il corpo appesantito dalla corazza. Gli occhi sono piccoli e solo le specie asiatiche hanno orecchi esterni. La vista e l'udito deboli sono compensati da un olfatto sviluppatissimo.
La lunga lingua, adatta alla cattura di formiche e termiti, non è collegata all'osso ioide, ma, analogamente a quanto accade, per un fenomeno di convergenza evolutiva, nel formichiere gigante, proviene dalla cavità toracica. Essendo sprovvisti di denti la funzione trituratrice è svolta dallo stomaco, che per muscolatura e rivestimento interno ricorda il ventriglio degli uccelli e, come per taluni uccelli, per aiutare la triturazione spesso ingoiano sassi.
La taglia dei pangolini che varia da specie a specie, è compresa tra i 30 e i 100 centimetri di lunghezza. Le femmine generalmente sono più piccole dei maschi.

## Biologia
I pangolini sono animali solitari e territoriali. Per marcare il territorio emettono un acido fortemente odoroso da ghiandole posizionate nei pressi dell'ano; l'odore sprigionato da queste ghiandole assomiglia a quello delle moffette.
La maturità sessuale è raggiunta in uno o due anni. La durata media della vita è intorno ai 13 anni.

## Distribuzione e habitat
Le specie attuali vivono nelle zone tropicali dell'Asia meridionale e del sudest e dell'Africa subsahariana. Un tempo erano molto più diffusi: sono stati rinvenuti fossili di pangolini sia in Europa sia in America settentrionale.

## Evoluzione
Le prime forme note di pangolini risalgono all'Eocene medio (circa 49 milioni di anni fa) e mostrano già spiccati adattamenti a una dieta a base di insetti, nonché la tipica corazza costituita da squame cheratinose (ad es. Eomanis). Contemporaneo a queste forme arcaiche è Eurotamandua, considerato attualmente un pangolino privo di squame. Un altro pangolino basale, probabilmente privo di squame, è Euromanis. Nel corso dell'Eocene e dell'Oligocene si svilupparono varie forme (Patriomanis, Cryptomanis, Necromanis) che mostrano via via maggiori adattamenti e specializzazioni, sempre più simili alle forme odierne.

## Conservazione
Lo stato di conservazione delle specie di pangolino è tra vulnerabile e fortemente a rischio estinzione.
I pangolini vengono cacciati per la loro carne prelibata, forse solo perché rara, sia nel continente africano sia in quello asiatico. Nonostante la messa al bando del commercio di carne di pangolino, il contrabbando della sua carne è attivo in alcuni paesi. Anche le squame di pangolino costituiscono oggetto di contrabbando, a causa della medicina tradizionale cinese che le attribuisce proprietà curative per convulsioni, disturbi allo stomaco e dolori mestruali.